# احمد دولتی
احمد دولتی سیاست‌مدار ایرانی بود، که در دوره بیست و چهارم مجلس شورای ملی به عنوان نماینده قروه از استان کردستان در مجلس شورای ملی حضور داشت.